# Heinrich Friedrich von Württemberg-Winnental
Heinrich Friedrich von Württemberg-Winnental (* 16. Oktober 1687 in Stuttgart; † 27. September 1734 in Winnental) war ein deutscher Generalfeldmarschalllieutenant und General der Kavallerie.
Seine Eltern waren der Generalfeldmarschall Friedrich Karl von Württemberg-Winnental (1652–1698) und dessen Frau Eleonore Juliane von Brandenburg-Ansbach (1663–1724).

## Leben
Seine Ausbildung erhielt er in Tübingen und Genf. Im Jahre 1703 kam an den Hof von Friedrich I. (Preußen) in Berlin. Er bekam eine Kommende des Johanniterordens und trat im Rahmen des Spanischen Erbfolgekrieges in die niederländische Armee ein. 1709 wurde er dort zum Generalmajor ernannt. Während dieser Zeit nahm er an allen bedeutenden Schlacht in den Niederlanden teil wie Jodoigne, Oudenaarde, Mons und Malplaquet. Er zeichnete sich 1705 bei der Belagerung von Huy und 1706 in der Schlacht bei Ramillies aus, bei der er auch verwundet wurde. Nach dem Krieg trat er in kaiserliche Dienste und wurde 1714 Oberstfeldwachtmeister, 1715 Oberst über das Infanterieregiment No. 10, 1716 Generalfeldmarschalllieutenant, 1723 General über die gesamte kaiserliche Kavallerie.
Während des Türkenkrieges 1716 bis 1718 kämpfte er bei Temesvar und wurde er beim Sturm auf Peterwardein am 5. August 1716 verwundet. 1717 kämpfte er mit vor Belgrad. Zur Zeit des Polnischen Erbfolgekrieges war er zusammen mit dem Feldmarschall Leopold Joseph von Daun Statthalter im Herzogtum Mailand. Nach Dauns Misserfolgen wurde er 1734 an den Rhein versetzt, wo er erkrankte und dann in Winnental starb.